# Vakomyš vlnatá
Vakomyš vlnatá (též vakotarbík Spencerův či vakotarbík vlnatý, Antechinomys laniger) odpovídá rejskům jiných světadílů. Poznáme ji podle dlouhých zadních nohou a na konci hustě ochlupeného ocasu, který užívá jako orgán rovnováhy a ke kormidlování.

## Výskyt
V suchých oblastech střední a jižní Austrálie, především v oblastech s trojzubcem pichlavým a v buši.

## Základní data
Délka vakomyši vlnaté je 7 až 10 cm, ocas měří 10–15 cm, hmotnost je 20 až 35 g.
Stejně jako jeho ostatní příbuzní je nočním zvířetem, sbírá larvy hmyzu a bezobratlé.